# Волкова Оксана Олександрівна
Оксана Олександрівна Волкова (нар. 4 грудня 1980) — українська футболістка.

## Життєпис
Футбольну кар'єру розпочала в донецькій «Варні». У чемпіонаті України дебютувала в 1996 році. У Вищій лізі чемпіонату України зіграла 17 матчів. Дворазова чемпіонка України, дворазова володарка національного кубку. По завершенні сезону 1998 року залишила склад донецького клубу.

## Досягнення
«Варна-Дончанка»
- Вища ліга чемпіонату України
  -  Чемпіон (2): 1996, 1998
  -  Бронзовий призер (1): 1997

- Кубок України
  -  Володар (2): 1996, 1998
  -  Фіналіст (1): 1997